# Ferdinand Quade
Wilhelm Ferdinand Quade (* 10. Juni 1860 in Gleiwitz; † 26. August 1915) war ein preußischer Generalmajor.

## Leben

### Herkunft
Quade war der Sohn eines Geheimen Justizrates und Kreisgerichtsdirektor und dessen Ehefrau Lilli, geborene Busse.

### Militärkarriere
Nach dem Besuch des Gymnasiums in Sorau trat Quade am 6. April 1879 in das Grenadier-Regiment „Prinz Carl von Preußen“ (2. Brandenburgisches) Nr. 12 der Preußischen Armee ein und avancierte bis Mitte Oktober 1880 zum Sekondeleutnant. Ab 1. Februar 1886 diente er als Bataillonsadjutant und untersuchungsführender Offizier. Zum 1. April 1887 erfolgte seine Versetzung in das neuerrichtete Infanterie-Regiment Nr. 137. Quade nahm im Juli 1889 an der Generalstabsübungsreise des XV. Armee-Korps teil, wurde Anfang August Regimentsadjutant und stieg Mitte Oktober 1889 zum Premierleutnant auf. Ab dem 18. November 1890 war er als Adjutant der 65. Infanterie-Brigade in Mörchingen kommandiert. Unter Entbindung von diesem Kommando und Versetzung in das Infanterie-Regiment „Herzog Friedrich Wilhelm von Braunschweig“ (Ostfriesisches) Nr. 78 erfolgte vom 1. April 1892 seine Kommandierung auf ein Jahr zur Dienstleistung beim Großen Generalstab. Dieses Kommando verlängerte sich um ein weiteres Jahr, bis Quade am 17. März 1894 mit der Beförderung zum Hauptmann und unter Belassung in seiner Stellung in den Generalstab der Armee versetzt wurde. Von Juli bis Oktober 1895 war er zur Orientierung im Eisenbahnbetriebsdienst bei der Eisenbahndirektion Köln kommandiert. Mit der Ernennung zum Kompaniechef im Infanterie-Regiment „von Winterfeldt“ (2. Oberschlesisches) Nr. 23 trat Quade am 22. März 1897 in den Truppendienst zurück. Nach einem Jahr wurde er unter Überweisung zum Großen Generalstab in den Generalstab der Armee rückversetzt und Ende März 1900 zum überzähligen Major befördert. Am 22. Juli 1900 rückte Quade in eine offene Stabsoffizierstelle des Generalstabes ein und war im September 1900 als Generalstabsoffizier zu der im Kaisermanöver aus Teilen des III. Armee-Korps und der Eisenbahn-Brigade gebildeten 42. Infanterie-Division kommandiert. Im August/September 1901 kommandierte man ihn zur Vertretung des erkrankten Generalstabsoffiziers der 38. Division nach Erfurt und nach einem weiteren Kommando, dieses Mal zur Dienstleistung beim Generalstab des VIII. Armee-Korps, wurde er Ende April 1902 in den Generalstab des Korps nach Koblenz versetzt.
Quade schied am 4. April 1904 aus dem Heeresdienst, wurde einen Tag später in der Schutztruppe für Deutsch-Südwestafrika angestellt und dem Kommandeur dieser Schutztruppe Theodor Leutwein zur Verfügung überwiesen. Kurzzeitig war er von Ende April bis Mitte Mai 1904 dem Kommandeur der Schutztruppe als Generalstabsoffizier zugeteilt und wurde anschließend in den Generalstab der Schutztruppe versetzt. In dieser Eigenschaft nahm Quade bei der Unterdrückung des Aufstandes der Herero und Nama am 11. August an der Schlacht am Waterberg sowie dem Gefecht bei Osombo-Windembe am 28. September 1904 teil.
Zum 31. Oktober 1905 schied Quade aus der Schutztruppe aus und wurde unter Überweisung zum Großen Generalstab im Generalstab der Armee wieder angestellt. Für drei Monate war er ab Februar 1906 zur Dienstleistung beim Admiralstab der Kaiserlichen Marine kommandiert und stieg Ende Mai 1906 zum Oberstleutnant auf. Am 1. Juni 1906 wurde er bis auf weiteres zur Dienstleistung beim Oberkommando der Schutztruppen in Berlin kommandiert und mit der Vertretung des erkrankten ältesten Stabsoffiziers beim Oberkommando beauftragt. Quade schied am 13. September 1906 erneut aus dem Heeresdienst, wurde als Chef des Stabes beim Oberkommando der Schutztruppen angestellt und gleichzeitig zum außeretatmäßigen militärischen Mitglied des Reichsmilitärgerichts ernannt. Am 21. Mai 1907 trat er unter Belassung in seinem Verhältnis beim Reichsmilitärgericht mit Wirkung vom 1. April 1907 als Stabsoffizier in die Stellung eines Regimentskommandeurs über. Vom 13. Juli bis zum 21. August 1907 nahm er an einer Informationsreise nach Deutsch-Ostafrika und -Südwestafrika teil.
Unter Enthebung von seinen beiden Stellungen schied Quade am 18. Oktober 1908 aus dem Reichsdienst, wurde als Abteilungschef im Großen Generalstab der Armee wieder angestellt und Mitte Juni 1909 zum Oberst befördert. Am 27. Januar 1912 erfolgte seine Versetzung als Kommandeur des Grenadier-Regiments „Prinz Carl von Preußen“ (2. Brandenburgisches) Nr. 12 nach Breslau und als solcher erhielt er anlässlich des Ordensfestes im Januar 1913 den Kronen-Orden II. Klasse mit Schwertern am Ringe sowie die Erlaubnis zur Annahme des Kommandeurkreuzes des ö.k. Leopold-Ordens. Daran schloss sich mit der Beförderung zum Generalmajor am 27. Januar 1913 eine Verwendung als Kommandeur der 25. Infanterie-Brigade in Münster an, bis er am 19. Juni 1914 krankheitsbedingt in Genehmigung seines Abschiedgesuches mit der gesetzlichen Pension zur Disposition gestellt wurde. Anlässlich seiner Verabschiedung verlieh ihm Kaiser Wilhelm II. den Roten Adlerorden II. Klasse mit Eichenlaub.